# Barna pókhálósgomba
A barna pókhálósgomba (Cortinarius brunneus) a pókhálósgombafélék családjába tartozó, Európában és Észak-Amerikában honos, fenyvesekben élő, nem ehető gombafaj. 

## Megjelenése
A barna pókhálósgomba kalapja 3–9 cm széles, alakja kúpos-harangszerű, majd kiterül; a közepén púpos. Felszíne sima vagy kissé szálas. Színe sötétbarna, fahéjbarna, vörösbarna, száraz időben sárgásbarnára fakul. 
Húsa középen vastag, a szélénél vékony; színe barnás (a tönk tövében sötétebb, csúcsán néha lilás lehet). Szaga nem jellegzetes vagy kissé retekszerű; íze nem jellegzetes vagy némileg földes-retekszerű. 
Széles, kissé ritkás lemezei tönkhöz nőttek. Színük sötétbarna vagy lilásbarna. 
Tönkje 6–13 cm magas és 0,7–1,5 cm vastag. Alakja egyenletesen hengeres vagy töve kissé bunkós. Felszíne szálas. Színe szürkésfehér vagy barna, csúcsa lilás lehet. Tövéhez fehér vagy kékes micélium kapcsolódik. A lemezeket védő fehér vagy barnás, pókhálószerű vélum gallérzónát hagyhat a tönkön. 
Spórapora rozsdabarna. Spórája majdnem kerek vagy széles elliptikus, közepesen szemölcsös, mérete 8-10 x 6-7 µm.

### Hasonló fajok
A lilatönkű pókhálósgomba, a keserű pókhálósgomba, a földszagú pókhálósgomba vagy a vörösövű pókhálósgomba hasonlít hozzá. 

## Elterjedése és termőhelye
Európában és Észak-Amerikában honos. 
Fenyvesekben, pl lucosokban található meg, a savanyú, nyirkos talajt kedveli. Nyáron és ősszel terem. 

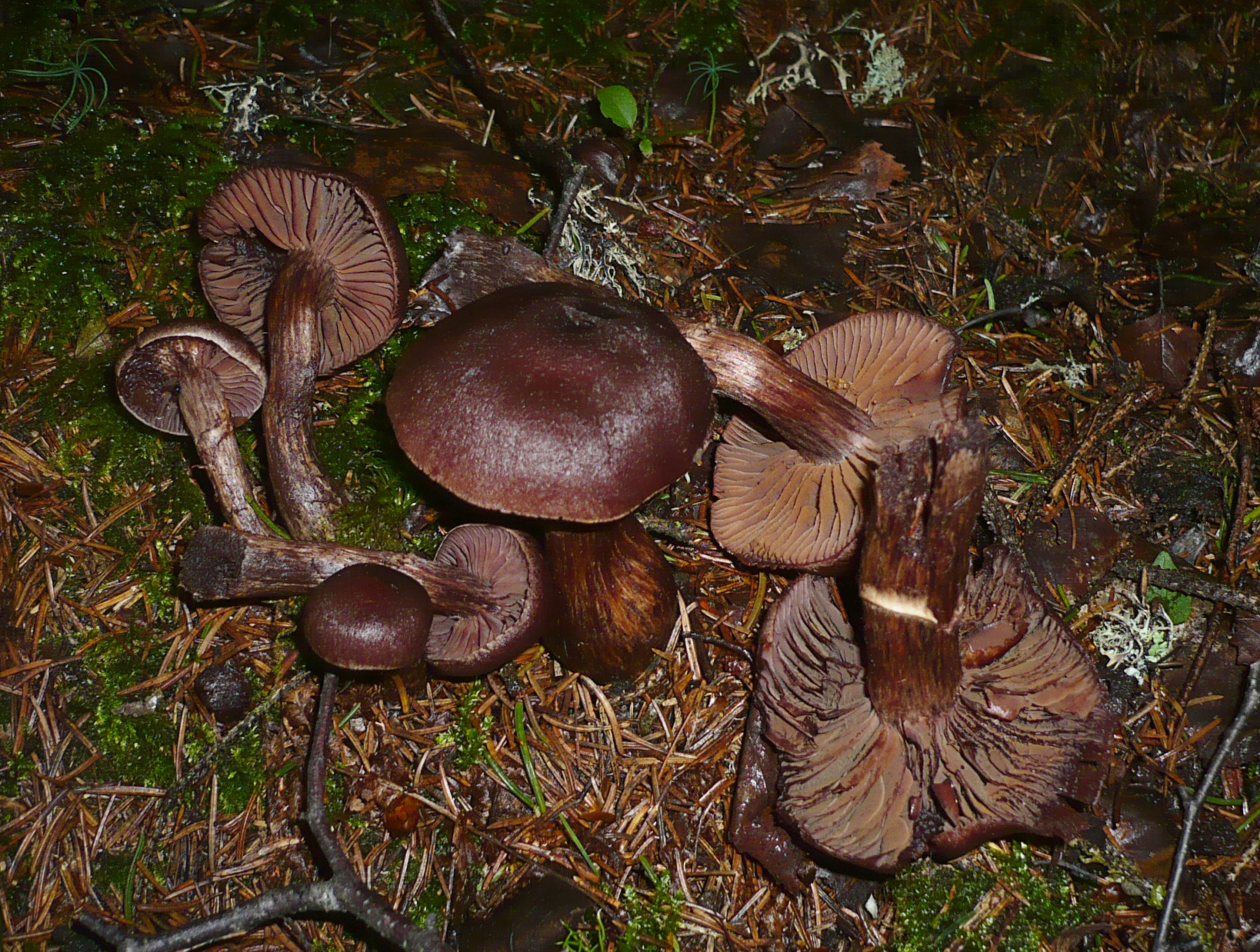
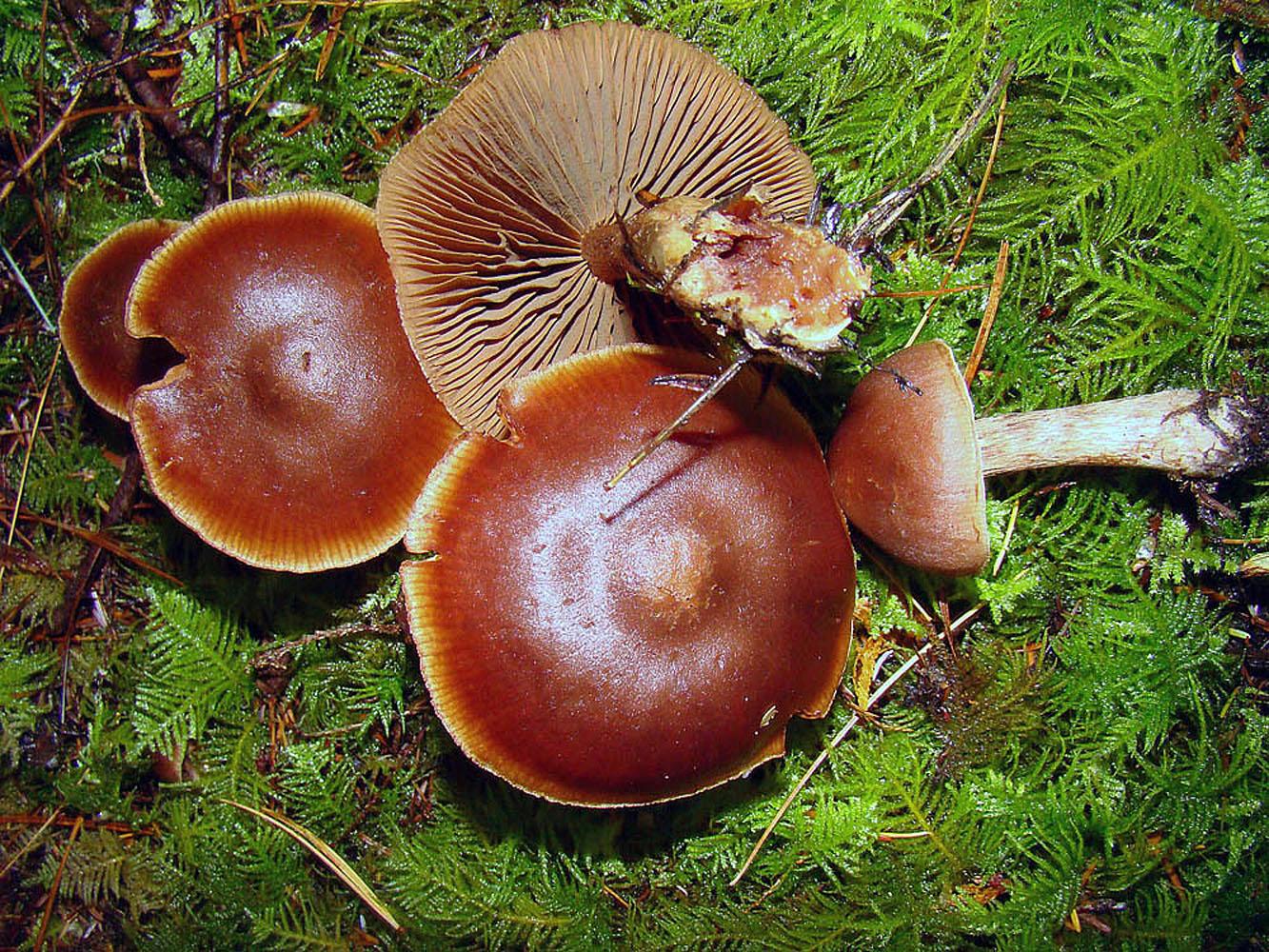
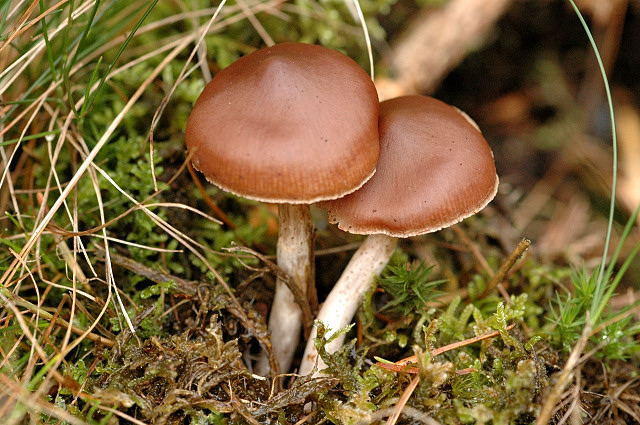
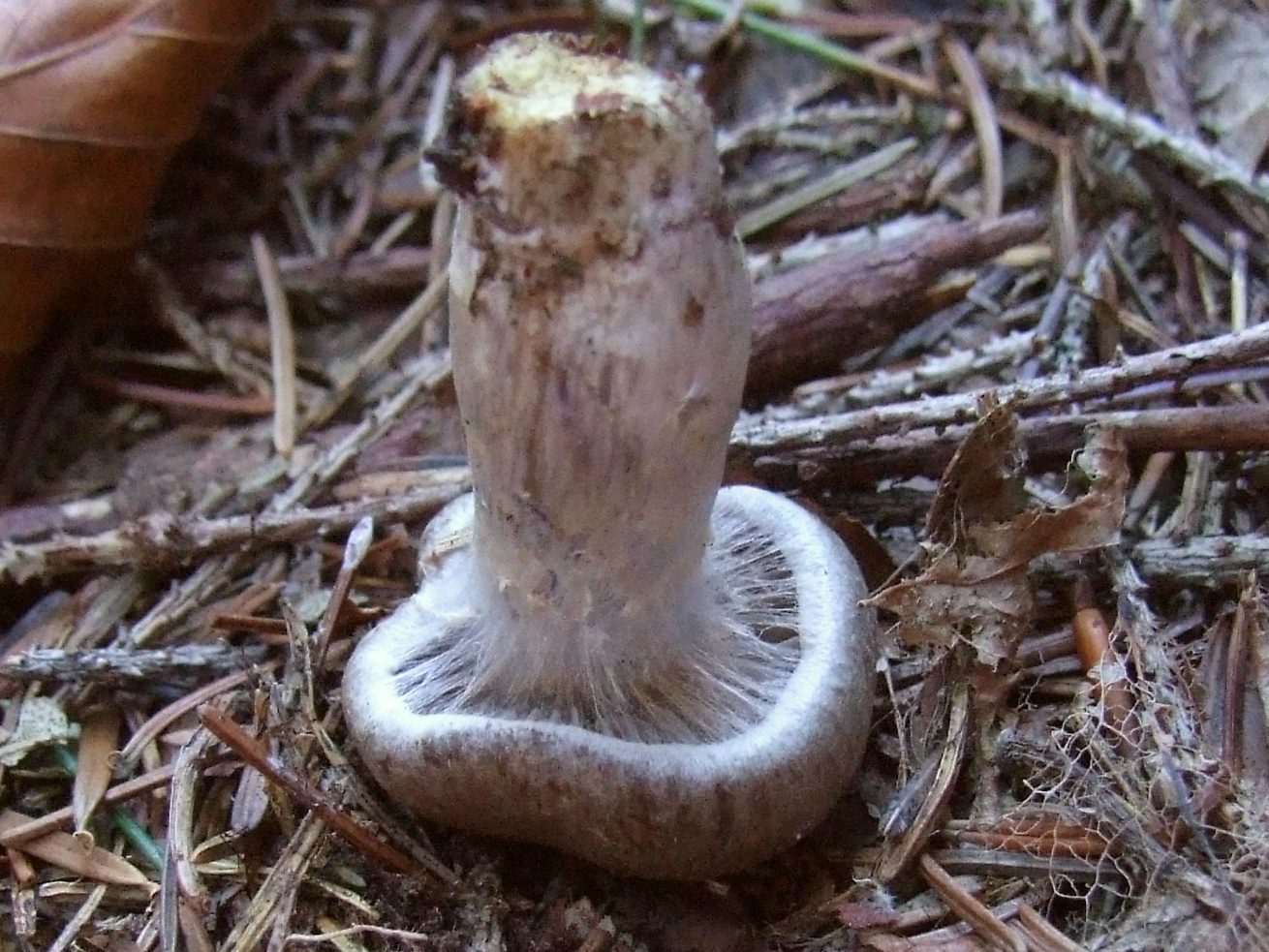
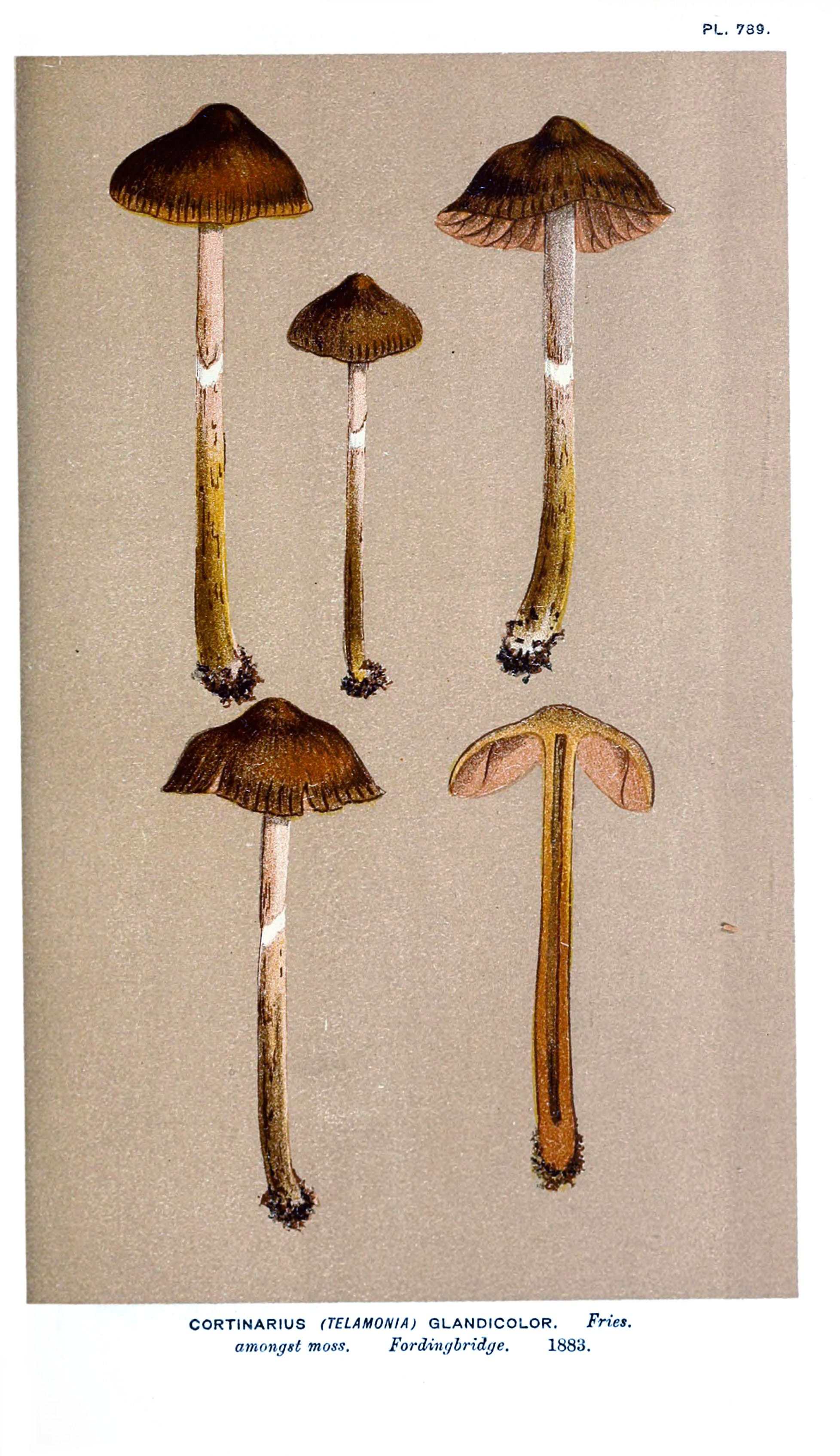

Nem ehető. 